# 12:08 na wschód od Bukaresztu
12:08 na wschód od Bukaresztu (rum. A fost sau n-a fost?) – rumuński komediodramat z 2006 roku w reżyserii Corneliu Porumboiu, będący jego pełnometrażowym debiutem. Zdjęcia kręcono w Vaslui, rodzinnym mieście reżysera.

## Fabuła
22 grudnia. Minęło 16 lat od obalenia rządów Ceaușescu. W małym miasteczku mają odbyć się telewizyjne wspomnienia wydarzeń sprzed 16 lat. Do studia zostają zaproszeni dwaj uczestnicy wydarzeń z 1989 – emeryt Piscoci i historyk Manescu. Opowieść o tym, jak rewolucję w miasteczku zapoczątkowali Manescu wraz z kolegami przerywają telewidzowie, którzy całkiem odmiennie zapamiętali wydarzenia sprzed 16 lat...

## Obsada
- Mircea Andreescu jako Emanoil Pișcoci
- Teodor Corban jako Virgil Jderescu
- Ion Sapdaru jako Tiberiu Manescu
- Mirela Cioabă jako Doamna Mănescu
- Luminița Gheorghiu jako Doamna Jderescu
- Cristina Ciofu jako Vali
- Lucian Iftime jako Lică
- Annemarie Chertic jako Vera
- Petrică Sapdaru jako Petrică
- Cătălin Paraschiv jako Barman
- George Guoqingyun jako Chen
- Constantin Diță jako Tibi
- Daniel Badale jako Profesor
- Marius Rogojinski jako Vecin

## Nagrody i nominacje (wybrane)
59. MFF w Cannes
- Label Europa Cinema dla najlepszego filmu europejskiego
- Złota Kamera za najlepszy debiut reżyserski

Międzynarodowy Festiwal Filmowy Transilvania (2006)
- Transilvania Trophy dla najlepszego filmu

Europejskie Nagrody Filmowe 2006
- Najlepszy scenariusz – Corneliu Porumboiu (nominacja)

Europejskie Nagrody Filmowe 2007
- Nagroda publiczności dla najlepszego filmu (nominacja)